# 39ste uitreiking van de Premios Goya
De 39ste uitreiking van de Premios Goya vond plaats in het Palacio de Congresos de Granada in Granada op 8 februari 2025. De ceremonie werd gepresenteerd door de actrices Leonor Watling en Maribel Verdú. De grote winnaar was El 47 met vijf prijzen.

## Achtergrond
In maart 2023 werd bekendgemaakt dat de ceremonie in 2024 zou plaatsvinden in Valladolid en in 2025 in Granada.
Voor de 39ste editie waren er een aantal reglementswijzigingen. Zo is er een verhoging van maximaal twee inzendingen per land in de categorie "Beste Europese film" toegestaan. In de categorieën "Beste debuterende acteur" en "Beste debuterende actrice" werd een extra vereiste toegevoegd, bestaande uit een door de kandidaat ondertekende machtiging waarin hij zijn deelname aan de Goya Awards aanvaardt. Door AI gegenereerde composities werden expliciet uitgesloten van de categorieën "Beste filmmuziek" en "Beste origineel nummer".
Op 18 december 2024 werden de nominaties bekendgemaakt. De meeste nominaties gingen naar El 47 (14), La infiltrada (13), Segundo premio (11) en La habitación de al lado (10).

## Winnaars en genomineerden
De winnaars staan bovenaan in vet lettertype. Voor de eerste maal in 39 jaar eindigden twee films ex aequo in de categorie "Beste film".
| Beste film | Beste regisseur |
| --- | --- |
| - El 47 - La infiltrada - La estrella azul - Casa en flames - Segundo premio | - Isaki Lacuesta en Pol Rodríguez — Segundo premio - Pedro Almodóvar — La habitación de al lado - Arantxa Echevarría — La infiltrada - Paula Ortiz — La virgen roja - Aitor Arregi en Jon Garaño — Marco |
| Beste acteur | Beste actrice |
| - Eduard Fernández — Marco - Alberto San Juan — Casa en flames - Alfredo Castro — Polvo serán - Urko Olazabal — Soy Nevenka - Vito Sanz — Volveréis                                                                                          | - Carolina Yuste — La infiltrada - Emma Vilarasau — Casa en flames - Julianne Moore — La habitación de al lado - Tilda Swinton — La habitación de al lado - Patricia López Arnaiz — Los destellos |
| Beste mannelijke bijrol | Beste vrouwelijke bijrol |
| - Salva Reina — El 47 - Enric Auquer — Casa en flames - Óscar de la Fuente — La casa - Luis Tosar — La infiltrada - Antonio de la Torre — Los destellos                                                                                      | - Clara Segura — El 47 - Macarena García — Casa en flames - María Rodríguez Soto — Casa en flames - Nausicaa Bonnín — La infiltrada - Aixa Villagrán — La virgen roja |
| Beste debuterend acteur | Beste debuterend actrice |
| - Pepe Lorente — La estrella azul - Óscar Lasarte — ¿Es el enemigo? La película de Gila - Cuti Carabajal — La estrella azul - Cristalino — Segundo premio - Daniel Ibáñez — Segundo premio                                                   | - Laura Weissmahr — Salve María - Zoe Bonafonte — El 47 - Mariela Carabajal — La estrella azul - Marina Guerola — Los destellos - Lucía Veiga — Soy Nevenka |
| Beste origineel scenario | Beste bewerkt scenario |
| - Eduard Sola — Casa en flames - Alberto Marini en Marcel Barrena — El 47 - Javier Macipe — La estrella azul - Amèlia Mora en Arantxa Echevarría — La infiltrada - Aitor Arregi, Jon Garaño, Jorge Gil Munarriz en Jose Mari Goenaga — Marco | - Pedro Almodóvar — La habitación de al lado - Àlex Montoya en Joana M. Ortueta — La casa - Pilar Palomero — Los destellos - Mar Coll en Valentina Visopor — Salve María - Iciar Bollaín en Isa Campo — Soy Nevenka |
| Beste debuterend regisseur | Beste animatiefilm |
| - Javier Macipe — La estrella azul - Miguel Faus — Calladita - Pedro Martín-Calero — El llanto - Sandra Romero — Por donde pasa el silencio - Paz Vega — Rita                                                                                | - Mariposas negras - Buffalo Kids - Dragonkeeper - Rock Bottom - Superklaus |
| Beste camerawerk | Beste montage |
| - 'La habitación de al lado - El 47 - La infiltrada - SSegundo premio - Soy Nevenka | - Segundo premio - El 47 - La estrella azul - La infiltrada - Los pequeños amores |
| Beste artdirector | Beste productiemanager |
| - La virgen roja - El 47 - La habitación de al lado - Segundo premio - Volveréis | - El 47 - Casa en flames - La infiltrada - La virgen roja - Segundo premio |
| Beste geluid | Beste speciale effecten |
| - Segundo premio - LLa estrella azul - La habitación de al lado - La infiltrada - La virgen roja | - 'El 47 - Dragonkeeper - La infiltrada - La virgen roja - Marco |
| Beste kostuums | Beste grime en haarstijl |
| - La virgen roja - Disco, Ibiza, Locomía - El 47 - La habitación de al lado - Segundo premio | - Marco - El 47 - La habitación de al lado - La infiltrada - La virgen roja |
| Beste filmmuziek | Beste origineel nummer |
| - La habitación de al lado - El 47 - Dragonkeeper - La infiltrada - Verano en diciembre | - "Los Almendros" van Antón Álvarez en Yerai Cortés — La guitarra flamenca de Yerai Cortés - "Show me" van Fernando Velázquez — Buffalo Kids - "El bordel del mundo" van Valeria Castro — El 47 - "La virgen roja" van María Arnal — La virgen roja - "Love is the worst" van Alondra Bentley en Isaki Lacuesta — Segundo premio |
| Beste korte film | Beste korte animatiefilm |
| - La gran obra - Betiko gaua - Cuarentena - El trono - Mamántula | - Cafuné - El cambio de rueda - La mujer ilustrada - Lola, Lolita, Lolaza - Wan |
| Beste documentaire | Beste korte documentaire |
| - La guitarra flamenca de Yerai Cortés - Domingo Domingo - Marisol, llámame Pepa - Mi hermano Ali - No estás sola | - Semillas de Kivu - Ciao Bambina - Els buits - Las novias del sur - Los 30 no son los nuevos 20 |
| Beste Ibero-Amerikaanse film | Beste Europese film |
| - Ainda Estou Aqui — Brazilië - Agárrame fuerte — Uruguay - El jockey — Argentinië - El lugar de la otra — Chili - Memorias de un cuerpo que arde — Chili                                                                                    | - Emilia Pérez — Frankrijk - Le Comte de Monte-Cristo — Frankrijk - Flow — Litouwen - La chimera — Italië - The Zone of Interest — Verenigd Koninkrijk |
| Ere-Goya | |
| Aitana Sánchez-Gijón | |
| Internationale Ere-Goya | |
| Richard Gere | |

## Nominaties per film
| Film                                 | Nominaties | Prijzen |
| ------------------------------------ | ---------- | ------- |
| El 47                                | 14         | 5       |
| La infiltrada                        | 13         | 2       |
| Segundo premio                       | 11         | 3       |
| La habitación de al lado             | 10         | 3       |
| La virgen roja                       | 9          | 2       |
| La estrella azul                     | 8          | 2       |
| Casa en flames                       | 8          | 1       |
| Marco                                | 5          | 2       |
| Los destellos                        | 4          | 0       |
| Soy Nevenka                          | 4          | 0       |
| Dragonkeeper                         | 3          | 0       |
| La guitarra flamenca de Yerai Cortés | 2          | 2       |
| Salve María                          | 2          | 1       |
| Volveréis                            | 2          | 0       |
| La casa                              | 2          | 0       |